# جريمة في قطار الشرق السريع
جريمة في قطار الشرق السريع (بالإنجليزية: Murder on the Orient Express)‏ هي رواية تحقيق من تأليف أجاثا كريستي والتي تدور أحداثها حول المحقق البلجيكي هيركيول بوارو. نُشرت لأول مرة في المملكة المتحدة بواسطة نادي كولنز للجرائم في 1 يناير 1934. في الولايات المتحدة، نُشرت في 28 فبراير 1934، تحت عنوان جريمة قتل في عربة كاليه (بالإنجليزية: Murder in the Calais Coach)‏، بواسطة شركة دود وميد. بيعت النسخة البريطانية بسعر سبعة شلنات وستة بنسات (7/6) والنسخة الأمريكية بسعر 2 دولار.
يتوقف قطار الشرق السريع الأنيق في ثلاثينيات القرن العشرين بسبب تساقط الثلوج بكثافة. وتُكتشف جريمة قتل، وتتوقف رحلة بوارو إلى لندن من الشرق الأوسط لحل القضية. تدور أحداث الفصول الافتتاحية للرواية في إسطنبول بشكل أساسي. وتدور أحداث بقية الرواية في يوغوسلافيا، حيث يعلق القطار بين فينكوفسي وبرود، في ما يُعرف الآن بشمال شرق كرواتيا.
تم استخدام العنوان الأمريكي لرواية جريمة قتل في عربة كاليه لتجنب الخلط بينها وبين رواية غراهام غرين عام 1932 بعنوان قطار إسطنبول، والتي نُشرت في الولايات المتحدة تحت عنوان قطار الشرق السريع.

## ملخص الرواية
عند وصول هيركيول بوارو إلى فندق التوكاتيلان في إسطنبول، يستقبل رسالة تلغراف تخبره بإلغاء مخططاتهِ والعودة فورا إلى لندن، فيطلب من عامل الفندق أن يحجز لهُ مقصورة في الدرجة الأولى في قطار الشرق السريع الذي يغادر تلك الليلة. يلتقي بوارو بالسيد راتشيت، رجل أمريكي ثري كان يظن أن حياته في خطر ويطلب من بوارو مساعدته، إلا أن بوارو يرفض قائلا: «وجهك لا يعجبني سيد راتشيت».
يكون القطار مزدحما على غير العادة في مثل ذلك الوقت من السنة، وركابه من مختلف الجنسيات.
في ليلة اليوم الثاني من الرحلة، يتوقف القطار بسبب الثلوج الكثيفة قرب فينكوفتشي في يوغوسلافيا. عدة أحداث تزعج نوم بوارو في تلك الليلة، بما فيها صراخ من مقطورة السيد راتشيت. في صباح اليوم التالي، السيد بوك، أحد معارف بوارو ومدير الشركة التي تسير قطار الشرق السريع، يعلن أن السيد راتشيت قد قتل، ويطلب من بوارو التحقيق في القضية وهذا لتجنب التعامل مع الشرطة اليوغوسلافية، فيقبل بوارو ذلك.
بعد معاينتهِ لجثة ومقطورة السيد راتشيت، يبدو بوارو متأكدا من هوية ودوافع الجريمة. قبل سنوات، في الولايات المتحدة الأمريكية، اختطفت الطفلة دايزي آرمسترونغ البالغة من العمر ثلاث سنوات من قبل رجل يدعى كاسيتي، الذي، ورغم حصوله على الفدية من عائلة آرمسترونغ، يقوم بقتل الفتاة. الصدمة تحطم العائلة، وتتسبب في موت وانتحار عدد من أفرادها. يلقى القبض على كاسيتي، لكنه ينجح في الهروب من أمريكا، ويستنتج بوارو أن راتشيت هو نفسه كاسيتي.
بعد مواصلة التحقيق، يكتشف بوارو أن كل ركاب القطار لديهم علاقة بعائلة آرمسترونغ وبالتالي فكلهم يمتلكون الدافع لقتل راتشيت. يقترح بوارو حلين لإنهاء القضية، ويترك للسيد بوك اختيار الحل المناسب وتقديمه للسلطات المعنية. الأول هو أن شخص غريب اقتحم القطار وقتل السيد راتشيت، والثاني أن كل ركاب القطار، البالغ عددهم 13 (لكن تخلف أحد الركاب عن القطار جعلهم 12) شاركوا في ارتكاب الجريمة، وهذا ليحققوا العدالة التي لم تحقق في الولايات المتحدة الأمريكية. السيدة هوبارد (إحدى الركاب) يتضح أنها في الحقيقة ليندا أردين، جدة الطفلة ديزي آرمسترونغ، تعترف بأن الحل الثاني هو الحل الصحيح.

## القبول
لخّص ملحق التايمز الأدبي في تاريخ 11 يناير 1934، حبكة الرواية وقال في ختامه «تحُلّ الخلايا الرمادية الصغيرة مرة أخرى، ما يبدو أنه غير قابل للحل. تجعل السيدة كريستي قصة غير محتملةٍ، تبدو حقيقية جدًا وتُبقي قرّاءها مفتونين، ويخمنون أحداثها حتى النهاية».
كتب آيزاك آندرسون، في مراجعة كتب صحيفة ذا نيويورك تايمز، في تاريخ 4 مارس عام 1934، «كانت تخمينات المحقق البلجيكي متبصرةً جدًا؛ إنها إعجازية بشكل إيجابي. على الرغم من أن حبكة الجريمة وحلها يكادان يكونان مستحيلي الحدوث، تمكنت أجاثا كريستي من جعلهما يبدوين مقنعين جدًا في الزمن الذي حدثا به، وما الذي قد يريده مدمنو روايات الغموض أكثر من ذلك؟».
أشار ناقد أدبي في صحيفة ذا غارديان، في تاريخ 12 يناير 1934، إلى أن جريمة القتل هذه، كان من الممكن أن تكون «كاملة» (أي الجريمة المثالية)، لو أن بوارو لم يكن على متن القطار، ويسمع بالمصادفة محادثةً بين الآنسة دبنهام والكولونيل آربوثنوت قبل أن يصعد على متنها، على كل حال؛ «يبدو أن «الخلايا الرمادية الصغيرة» عملت بشكل مثير للإعجاب، وقد فاجأ الحل حاملها بقدر ما فاجأ القرّاء، إذ احتُفظ بالسر جيدًا، وطريقة السيدة كريستي في الوصول إليه، هي واحدة من الأشياء التي تميز أسلوبها».
قال بيرنارد روبرت أن هذه الرواية «هي أفضل ما كُتب في قصص السكك الحديدية. قطار الشرق السريع، كانت قد تساقطت الثلوج في يوغسلافيا، مزوّد بنظامٍ «مغلقٍ» مثاليٍّ لممارسة التحريات على الطراز الكلاسيكي، إضافةً إلى أن ذلك كان مبرّرًا لكون قائمة الممثلين عالمية. تحوي هذه الرواية جملتي المفضلة من أعمال كريستي جميعًا وهي: «كم هي مسكينة، إنها سويدية». كُشفت الأدلة بشكل مثالي، إلى جانب الاستخدام الذكي للكتابة الكريلية (انظر الدليل المزدوج). أثار حل الجريمة غضب ريموند تشاندلر، لكنه لم يُزعج أي أحدٍ لا يظن أن روايته الخيالية البوليسية، تعكس جرائم الحياة الواقعية». مرجع انتقاد تشاندلر لكريستي هو مقال له يحمل عنوان «فن القتل البسيط».
في شهر ديسمبر عام 2014، أُدرجت الرواية ضمن قائمة مجلة إنترتينمنت ويكلي لأعظم تسع روايات لكريستي.

## الشخصيات
الشخصيات التي كانت على متن القطار
- هيركيول بوارو: محقق بلجيكي.
- السيد بوك: أحد معارف بوارو، ومدير الشركة المسيرة لقطار الشرق السريع.
- السيد راتشيت: رجل أمريكي ثري.
- هيكتور ويلارد ماكوين: سكرتير السيد راتشيت.
- إدوارد هنري ماسترمان: الخادم الخاص للسيد راتشيت.
- الكولونيل اربوثنوت: أحد رجال الجيش.
- السيدة هوبارد: سيدة أمريكية وإحدى ركاب القطار.
- الكونت أندرينيي: أحد العالمين في السفارة.
- الكونتيسة أندرينيي: زوجة الكونت.
- الأميرة ناتاليا دارغوميروف: أميرة روسية.
- الآنسة ماري دبنهام: آنسة إنجليزية ومربية أطفال.
- فراولاين هيلغراد شميدت: الخادمة الخاصة للأميرة دارغوميروف.
- أنطونيو فوسكاريللي: رجل أعمال إيطالي.
- الآنسة غريتا أوهلسون: امرأة سويدية، عضوة في إحدى التبشيريات.
- بيير ميشيل: عامل في القطار.
- سيروس هاردمان: محقق خاص تم استئجاره من طرف السيد راتشيت.

ترتيب مقصورات الركاب في القطار
|                    |       | الممر       |              |                |                    |                       |          |           |          |                        |             |              |                           |           |
| عربة «أثينا باريس» | ميشيل | 16. هاردمان | 15. أربوثنوت | 14. دارغوميروف | 13. الكونت أندريني | 12. الكونتيسة أندريني | 3. هابرد | 2. راتشيت | 1. بوارو | 10. أوهلسون 11. دبنهام | 8. شميدت 9. | 6. ماكوين 7. | 4. ماسترمان 5. فوسكاريللي | مطعم وكون |

## الاقتباس
- اقتبس فيلم من الرواية عام 1974 من بطولة ألبرت فيني بدور بوارو.
- اقتبس فيلم من الرواية عام 2001 من بطولة ألفريد مولينا بدور بوارو.
- اقتبست من الرواية إحدى حلقات مسلسل "أجاثا كريستي بوارو" عام 2010 من بطولة ديفيد سوشي بدور بوارو.
- اقتبس من الرواية فيلم يحمل نفس اسم الرواية جريمة في قطار الشرق السريع عام 2017 من بطولة جوني ديب كينيث براناه ميشيل فايفر

## العناوين العالمية
تم الحفاظ على العنوان الأصلي في أغلب الترجمات العالمية بما فيه الترجمة العربية، وتم تغييره في بعض الترجمات الأخرى مثل:«من قتل الأمريكي؟» في الترجمة الإستونية و«القطار السريع علق في الثلج» في الترجمة المجرية.

## وصلات خارجية
- معلومات حول الرواية في الموقع الرسمي لأجاثا كريستي (باللغة الإنجليزية).
- معلومات حول الفيلم المقتبس من الرواية عام 1974 (باللغة الإنجليزية).
- معلومات حول حلقة مسلسل «أجاثا كريستي بوارو» المقبتسة من الرواية عام 2010 (باللغة الإنجليزية).
- معلومات حول القطار الذي استلهمت منه أجاثا كريستي الرواية (باللغة الإنجليزية). [الإنجليزية]
- معلومات حول الفندق الذي بدأت فيه أجاثا كريستي كتابة الرواية (باللغة الإنجليزية). [الإنجليزية]
- معلومات حول الرواية في الموقع الرسمي لدار الأجيال (باللغة العربية).
- آراء القراء حول رواية جريمة في قطار الشرق على موقع أبجد.

- Murder on the Orient Express at the official Agatha Christie website
- "Agatha Christie and Archaeology: The Excavations at Nineveh, Arpachiyah, Chagar Bazar and Tell Brak; 1931–1939"—المتحف البريطاني webpage on the Mallowans' work at Arpachiyah